# District de Kita-Katsushika
Le district de Kita-Katsushika (北葛飾郡, Kita-Katsushika-gun) est un district situé dans la préfecture de Saitama, au Japon.

## Géographie

### Démographie
Au 1er décembre 2013, la population du district de Kita-Katsushika était de 76 372 habitants répartis sur une superficie de 46,22 km2.

### Divisions administratives
Le district de Kita-Katsushika réunit deux bourgs : Matsubushi et Sugito.